# Saviaavanlampi
Saviaavanlampi är en sjö i Finland. Den ligger i kommunen Salla i landskapet Lappland, i den nordöstra delen av landet, 700 km norr om huvudstaden Helsingfors. Saviaavanlampi ligger 232,7 meter över havet. Arean är 10,4 hektar och strandlinjen är 1,58 kilometer lång. Sjön  ingår i Koundaälvens huvudavrinningsområde. 